# Villavallelonga
Villavallelonga est une commune de la province de L'Aquila dans la région Abruzzes en Italie.

## Administration
| Période                                  | Période  | Identité      | Étiquette | Qualité |
| ---------------------------------------- | -------- | ------------- | --------- | ------- |
| 28 mai 2002                              | En cours | Lucia Ferrari |           |         |
| Les données manquantes sont à compléter. |          |               |           |         |

### Communes limitrophes
Balsorano, Campoli Appennino (FR), Collelongo, Lecce nei Marsi, Pescasseroli, Pescosolido (FR)